# Floyd (New York)
Pour les articles homonymes, voir Floyd.
Floyd est une ville dans le comté d'Oneida, dans l'État de New York, fondée en 1796. La population était de 3 819 habitants au recensement de 2010. La ville est nommée d’après William Floyd, un signataire de la Déclaration d'Indépendance.
La ville est située à l’est de la ville de Rome et de l'ancienne base de Griffiss Air Force.
Le canal Érié passe le long de la partie sud de la ville.

## Source
- (en) Cet article est partiellement ou en totalité issu de l’article de Wikipédia en anglais intitulé « Floyd, New York » (voir la liste des auteurs).